# Aporophyla ingenua
Aporophyla ingenua är en fjärilsart som beskrevs av Freyer 1848. Aporophyla ingenua ingår i släktet Aporophyla och familjen nattflyn. Inga underarter finns listade i Catalogue of Life.